# Жречество Древнего Египта

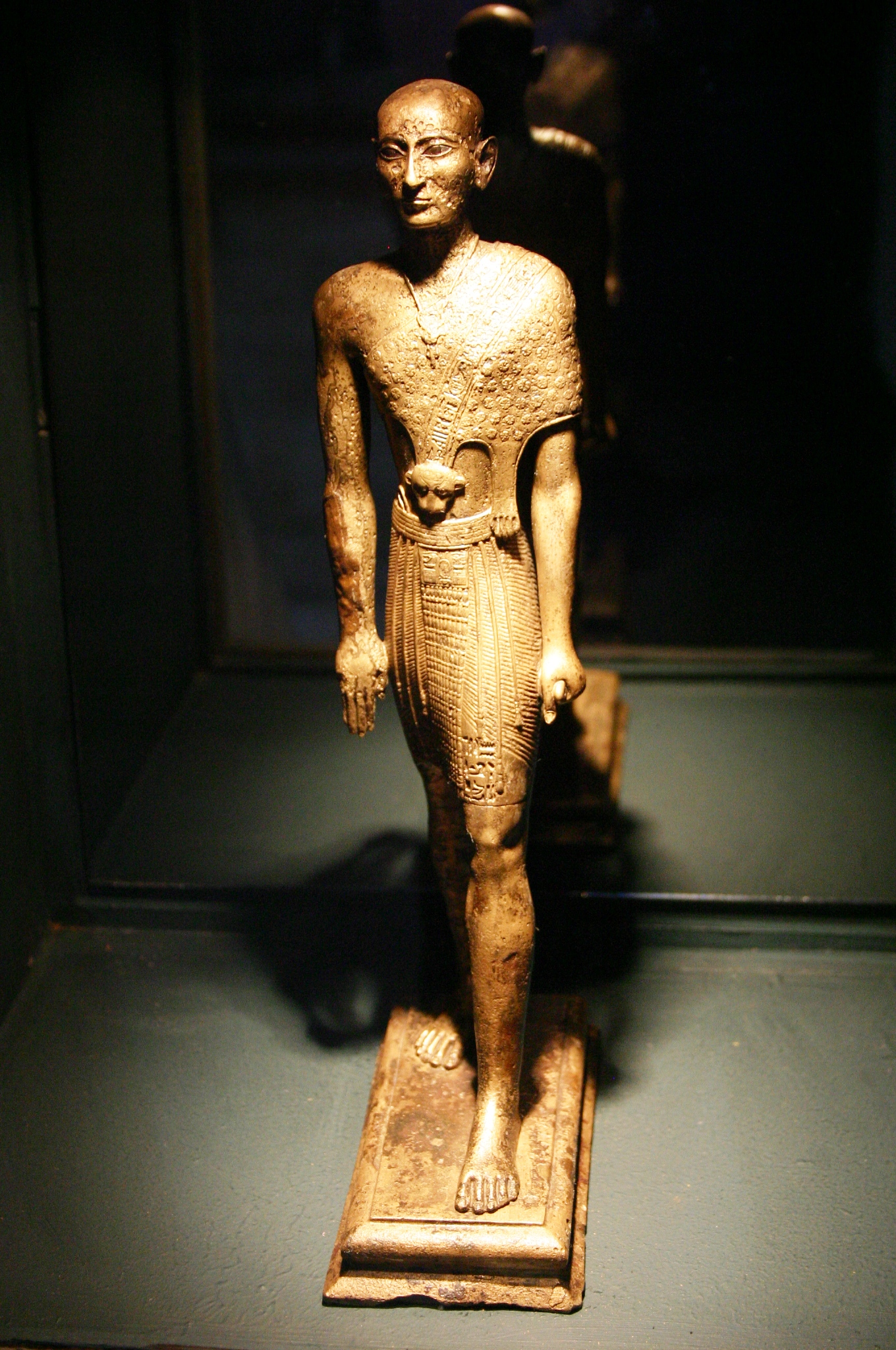
Бронзовая статуэтка жреца в леопардовой шкуре. VI век до н. э. Эфесский музей

Жречество Древнего Египта составляло высшую прослойку общества и занималось культовой организацией и проведением церемоний.

## Должность
В Династический период жрецы исполняли свои обязанности по необходимости, совмещая с другими. «Служащие свой час» (wenut) жрецы в храмах составляли большинство при Новом царстве. Именно в это время жречество становится профессией на постоянной основе, сохраняя пережитки предыдущей системы временного исполнения обязанностей.
Жрецы, согласно сохранившимся автобиографиям, могли заниматься не только культовыми обязанностями, но также совмещать должность жреца с другой «светской» должностью, например, Небнетхеру (XXII династия) был жрецом Амона в Карнаке, sem-жрецом, жрецом Маат, а также служил Главой всех работ всех памятников.
Исследователям из-за недостаточного числа исторических данных доподлинно неизвестно, как проходила церемония посвящения в жрецы (включая переходы на новую ступень), были ли специализированные школы. Небвененеф, живший во время XIX династии, в своей автобиографии отметил, что ему потребовалось 40 лет для достижения ранга Верховного жреца Амона. Нередко позицию жреца наследовал его сын (mi nw). На статуе жреца Хатхор по имени Баса (XXII — XXIII династии) записаны 26 поколений его семьи, большинство из которых занимали пост жреца Хатхор в Дендере. В автобиографических текстах жрецов иногда отмечается, что на высокие жреческие должности иногда их назначал фараон (Небуя назначен Тутмосом III, а Небвененеф — Рамсесом II). Важными для карьеры жреца были происхождение и социальное положение. Например Тутанхамон отмечал, что назначил жрецов из среды «сыновей местных сановников и детей отцов, чьи имена известны». Во время XVIII династии многие доверенные офицеры получили высокие назначения на должности жрецов, чтобы остановить росшую практику наследования должностей внутри семей жрецов и пошатнуть крепнущее влияние жречества.
Жреца могли уволить со службы.

## Классификация
Ротация жрецов сводилась к отрезкам на водяных часах и имела определённую иерархию со своими определёнными обязанностями: одни трудились на территории храма, другие были заняты в погребальных церемониях, некоторые — и там, и там. В каждой группе жрецов был главный (shedj). Жрец мог служить сразу нескольким богам (например, Харва периода XXV династии носил титулы жрец-бальзамировщик Анубиса, жрец над всеми Жёнами бога, распорядитель ka-жрецов, жрец Осириса). Жрецам помогали semdet не из жреческой среды: фермеры, матросы, корабельщики, рабочие.
Среди прислуживающих жрецам были Тхаи Шебет — «носители жезлов», Ахаи-т — «носительницы систров», которые присутствовали при храмовых службах. Отдельным классом мирских служителей храма были Сау — «смотрители», которые выполняли роль храмовой охраны.

### Верховные жрецы
Верховный жрец (hem-netjer-tepy «первый слуга бога») часто носил дополнительный «звучный» эпитет, связанный с посвящённым божеством: например, в Фивах Верховный жрец Амона мог называться «Открыватель небесных врат».
- Верховный жрец Амона (ḥm nṯr tpj n jmn) с культовым центром в Фивах
- Верховный жрец Атона с культовым центром в Ахетатоне
- Верховный жрец Птаха с культовым центром в Мемфисе
- Верховный жрец Ра[англ.] с культовым центром в Гелиополе
- Верховный жрец Осириса[англ.] с культовым центром в Абидосе

### Саны
Жречество подразделялось на два основных класса: hem-netjer («слуга бога») — вовлекался в ритуальные церемонии и wab («чистый»). Последний редко участвовал в церемониях, мог подняться до hem-netjer, и в поздние периоды значение wab стало применяться для обозначения обоих классов.
- sem-жрецы (егип. Sm / Stm) накидывали на плечи леопардовую шкуру и оставляли на голове юношеский локон. Их обязанности восходят к исполнению ритуалов сыновьями для своих больных отцов в ранних погребальных культах. К III династии этот титул получили профессиональные жрецы, проводившие ритуал отверзения уст и другие погребальные обязанности[3].
- Sehedj (егип. Sḥḏ «надзиратель фила») руководил жрецами Ḥm-nṯr и причетниками ẖry-ḥb.t, подчинялся Cherep-imiu-sah.

- Причетник херихеб (ẖry-ḥb.t «держатель ритуальных книг»[4], «жрец-чтец»[5]) носил на груди ленту, где описывалось, как должны проходить похоронные и прочие обряды. Этот титул был высоким, его носили руководители, надзиратели и верховные жрецы[3]. Причетники зачитывали гимны при проведении ритуалов в храме или на официальных церемониях. Мирные жители нанимали причетника для зачитывания апотропических или погребальных текстов[6]. В древнеегипетской литературе причетники обычно изображались хранителями тайных знаний и исполнителями удивительных магических мистерий (heku)[7]. Глава причетников ẖry-ḥb.t ḥry-tp ассоциировался с магией, отчего в новоегипетском языке термин hry-tp стал обозначать магию в целом[6].
- hem-ka («служитель ка») — низкая должность жреца, который приносил пищу и прочие подношения при погребальных ритуалах, следил, чтобы подношения в сердабе осуществлялись ежедневно и не возникло путаницы. Этому жрецу не предписывалось определённое служебное одеяение[1].

- Ḥm-nṯr («слуга бога» или «пророк бога») исполнял функции помощника более высоких положением жрецов и руководил нижестоящими жрецами (sehedj и wab). В его обязанности входили участие в процессиях, подношение перед статуями богов и контролирование входов в святилища[8]. | R8 | U36 |

| R8 | U36 |
- it-netjer (егип. Jtj-nṯr «отец бога») — титул, который носил наиболее высокопоставленный жрец, а в поздние периоды термин обозначал промежуточное положение между Ḥm-nṯr и wab.
- wab-жрец («чистый»); в первую очередь имелась в виду физическая и ритуальная чистота[9]. Wab-жрец подчинялся Ḥm-nṯr, отвечал за чистоту алтарей, святилищ и ниш, заботился о наличии музыкальных инструментов и подношений, следил за нанятыми художниками. Он выносил священную лодку оракулам для трактования связанных с нею знаков[1]. wab-жрецу не дозволялось вкушать свинину, рыбу, бобовые. Он был обязан постоянно следить за своей гигиеной и не носить одежду животного происхождения. Должность подразумевала ранги: Wab-nesu (егип. Wʿb-nsw «wab-жрец фараона») стоял над Imi-ra-wabu, (егип. Jmj-r3-wʿbw «смотритель wab-жрецов») которому подчинялся простой wab-жрец. Женщины также могли занимать эту должность в ранние эпохи.

- Жрецы высших санов удостаивались титула Ур — «высокий, возвышенный». Например, главный врач-жрец в Саисе носил титул Ур Сену; высший жрец в Иуну[10] назывался Ур Маа — «великий провидец»; высшая жрица в Иуну носила имя Ур-т Текхент, а жрица в Бубастисе — Ур-т Ра[источник не указан 2235 дней].

- Заведующим имуществом храма был жрец Мер (егип. mrj-ntr), в обязанности которого входили: учёт храмового имущества, контроль за возделыванием храмовых полей, снабжение продуктами, а также подготовка всего необходимого для храмовой службы[источник не указан 2235 дней].
- Толкователем событий и небесных предзнаменований был жрец Маа — «провидец». Он носил шкуру леопарда, чёрные пятна на которой символизировали звёзды. Слова жреца Маа записывал писец Хери Сешета «летописец таинств». Записи толкований хранились в библиотеке храма[источник не указан 2235 дней].
- Астрономами-наблюдателями были жрецы Мер Уннут — распорядители часов. А толкование движения небесных светил проводили жрецы Ами Уннут — толкователи часов. Жрецам нужно было выбрать благоприятное время для посева и сбора урожая, они определяли время разлива Нила (ниломер).
- Ур Хеку (жрицы — Ур-т Хекау) — «обладатель священных сил». Они были хранителями Божественной Силы, и могли передать её предметам — «освятить», а также помочь больным в исцелении[источник не указан 2235 дней].
- Сену — жрец-врач[источник не указан 2235 дней]

## Обязанности

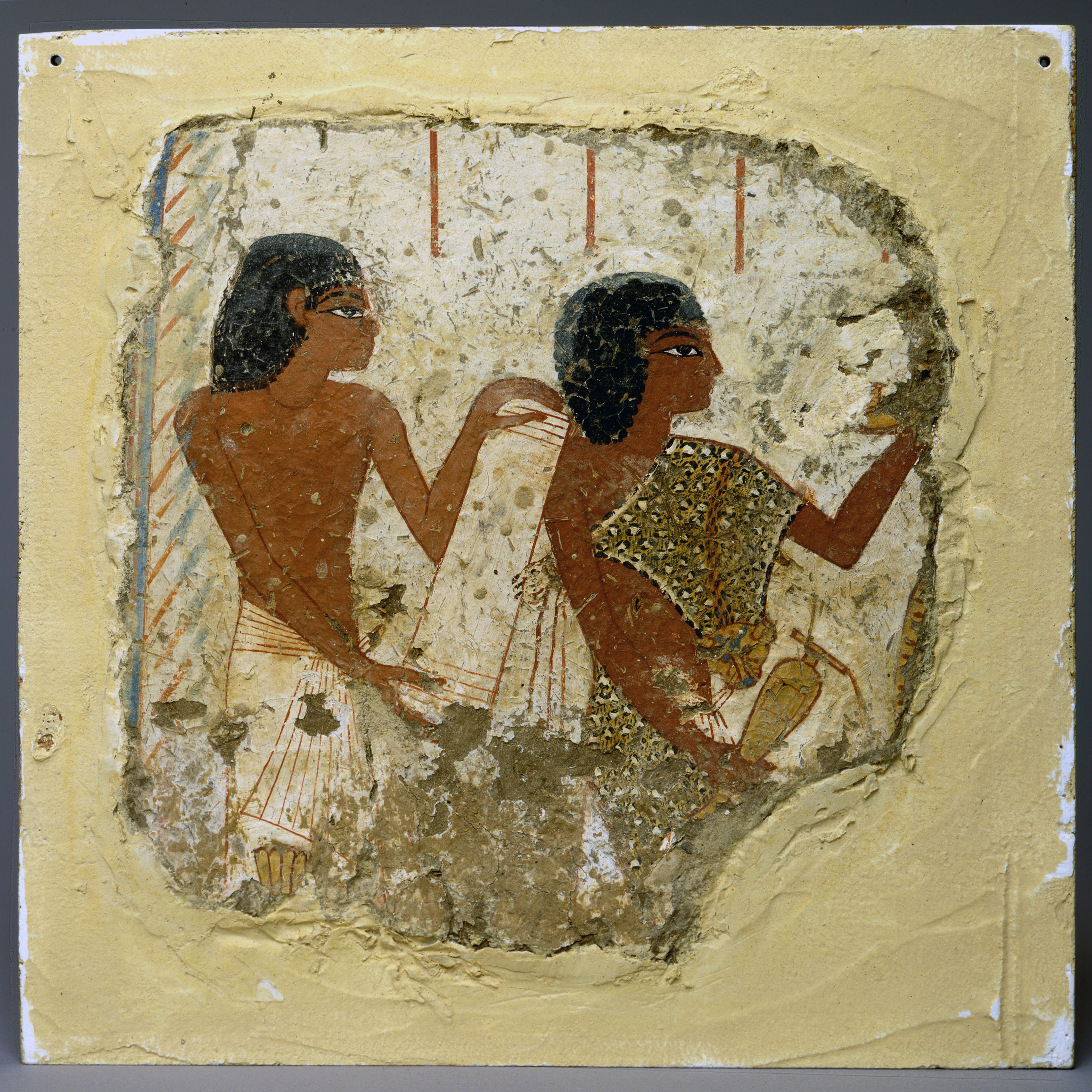
Два жреца, XIV век до н. э. Музей Израиля

Период службы жрецов определялся их позицией и обязанностями, один рабочий день длился день и ночь, однако жрецам позволялось продать часы своей службы. Государственное законодательство оберегало жрецов от привлечения в иные сферы деятельности и гарантировало безопасность и неприкосновенность храмов.
Жрецы получали оплату за свои услуги трижды в день пожертвованиями (wedjeb betep) в виде продуктов, подносимым богам, царственным особам или почитаемым личностям в храмах или гробницах. Перед статуей божества клали принесённые пиво, птицу, овощи и хлеб, а затем по происшествии какого-то времени приношения забирали жрецы. Такая практика прослеживается от Древнего царства до эпохи Птолемеев. При храмах возводились амбары для хранения продуктов, которые в древние времена служили резервными хранилищами. Храмам также отводились угодья для выращивания зерна. Например, зернохранилище Рамессеума при храме Рамсеса II в восточных Фивах могло прокормить 340 семей в год, а соседний храм Рамсеса III в Мединет-Абу — 110.

## Требования к одежде и гигиене

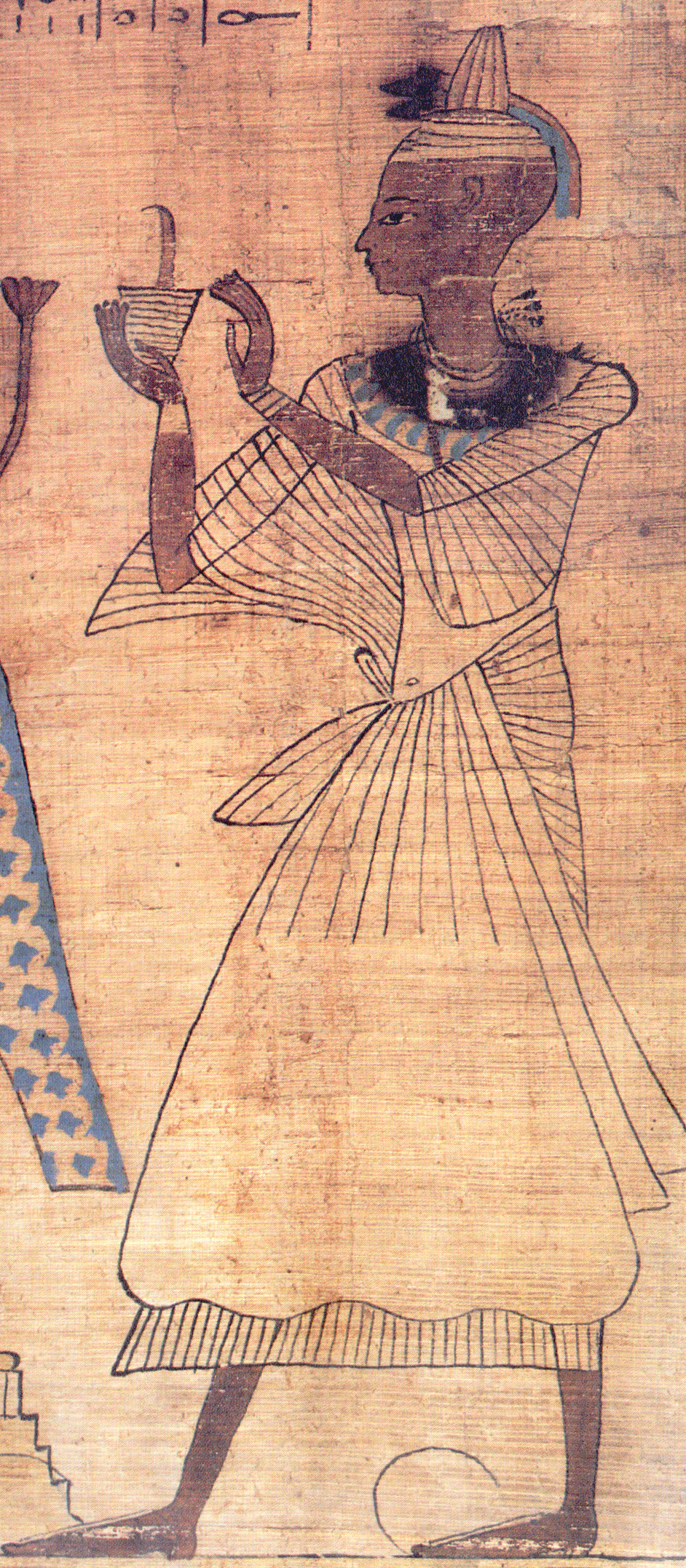
Жрец Амона с обритой головой Пенмаат, ок. 950 год до н. э.

Отличительной особенностью древнеегипетского жречества были тщательная гигиена и чистота. Жрец обязан был ступать в храм «должным образом очистившись». В Новое царство степень чистоты стала отдельным характерным показателем для отличия высшего жречества от низшего.  На некоторых дверных косяках сохранились пометки, отмечающие, что «любой входящий сюда должен быть дважды (трижды или четырежды) чистым». В «Речении Ипувера» сказано:

[Помните:] об удержании вступающего в жречество от телесной нечистоты. Совершение таковой — это тяжкий грех. Это — испорченность сердца.

Согласно Геродоту, «в других странах жрецы богов носят длинные волосы, а в Египте они стригутся… каждые три дня жрецы сбривают волосы на своём теле, чтобы при богослужении у них не появилось вшей или других паразитов»; египетские жрецы омываются в холодной воде дважды днём и дважды ночью. Часто при храме имелось внутреннее озеро, пригодное для омовений жрецом перед началом службы.
sem-жрецы (егип. Sm / Stm) накидывали на плечи леопардовую шкуру и оставляли на голове юношеский локон, поскольку их обязанности восходят к исполнению ритуалов сыновьями для своих больных отцов в ранних погребальных культах.
Геродот (V век до н. э.) и Апулей (II век н. э.) отмечают, что жрецам не дозволялось носить шерстяную одежду.

Одеяние жрецы носят только льняное и обувь из [папирусного] лыка. Иной одежды и обуви им носить не дозволено.

## Жрицы

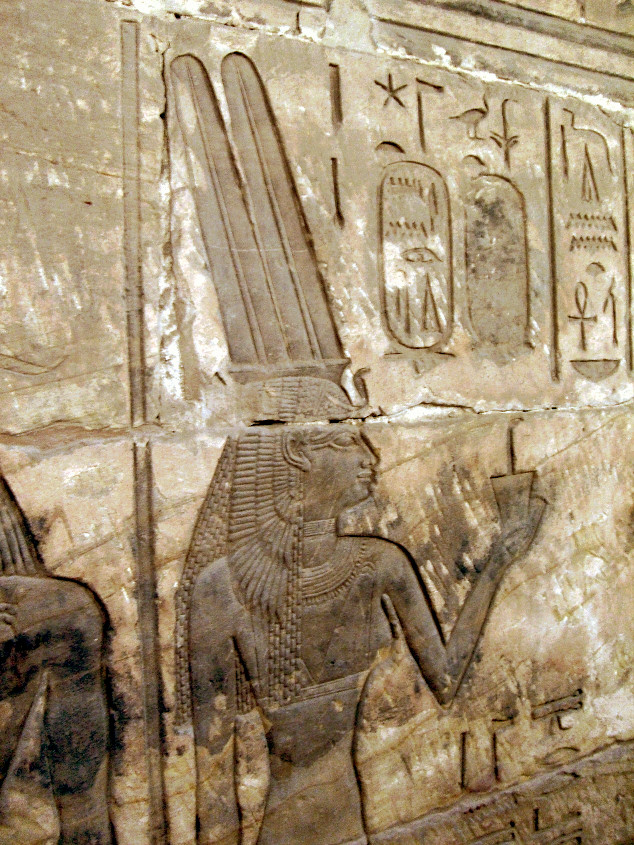
Супруга бога Амона Аменирдис I (XXV династия) делает подношения, изображение на храме в Мединет-Абу

Несмотря на относительное половое равноправие в Древнем Египте, женщины не играли столь же активную роль как мужчины в храмовом служении. Более высокое положение жрицы имели в Древнем царстве, нежели в последующие периоды. Знатные женщины Древнего царства носили титул hemet-netjer («служанка бога» или «жрица»), жрица Хатхор, жрица Нейт или иной богини. Преимущественно в это время женщины были жрицами женских богинь. Царицы и царевны могли быть жрицами Тота, Птаха, иных богов или служить в погребальном культе фараонов.
Иерархия жриц была такая же, как у мужчин. Яхмос-Нефертари, супруга фараона Яхмоса в начале XVIII династии носила титул Вторая жрица, а Нитокрис из XXVI династии — Первая жрица Амона. Положение женского жречества понизилось в Новое царство и Первый переходный период, когда женщины были лишь певицами (shamyet / heset), сопровождавшими религиозную процессию. Жрицы изображались обычно с систром (символом богини Хатхор) и менатом, находились под управлением Надзирателя над певцами (мужчины или женщины). Высокими титулами эпохи были Певица в храме Амона и Певица покоев Амона. Другие появлялись в качестве певиц (khener) или танцовщиц Осириса или Мина.
Воскрешение священных титулов жриц произошло в Третий переходный период, когда многие скульптуры дополнялись или посвящались женщинам. Встречавшийся в Среднем царстве титул Супруга бога (hemet necher), получает теперь широкое распространение и иное значение (прежде применялось к царицам и царственным женщинам), связанное с жреческими функциями. Жрица с таким титулом, считалось, умиротворяет и задабривает Амона, поддерживая формулу перерождения.
Нет объективных фактов, подтверждающих, что древнеегипетские жрицы сохраняли целибат. Многие биографии называют матерей с культовыми титулами. Также нет оснований полагать, что Супруги бога в Третий переходный период не выходили замуж.